# Les Aventuriers (Bellemare)
Pour les articles homonymes, voir Les Aventuriers.

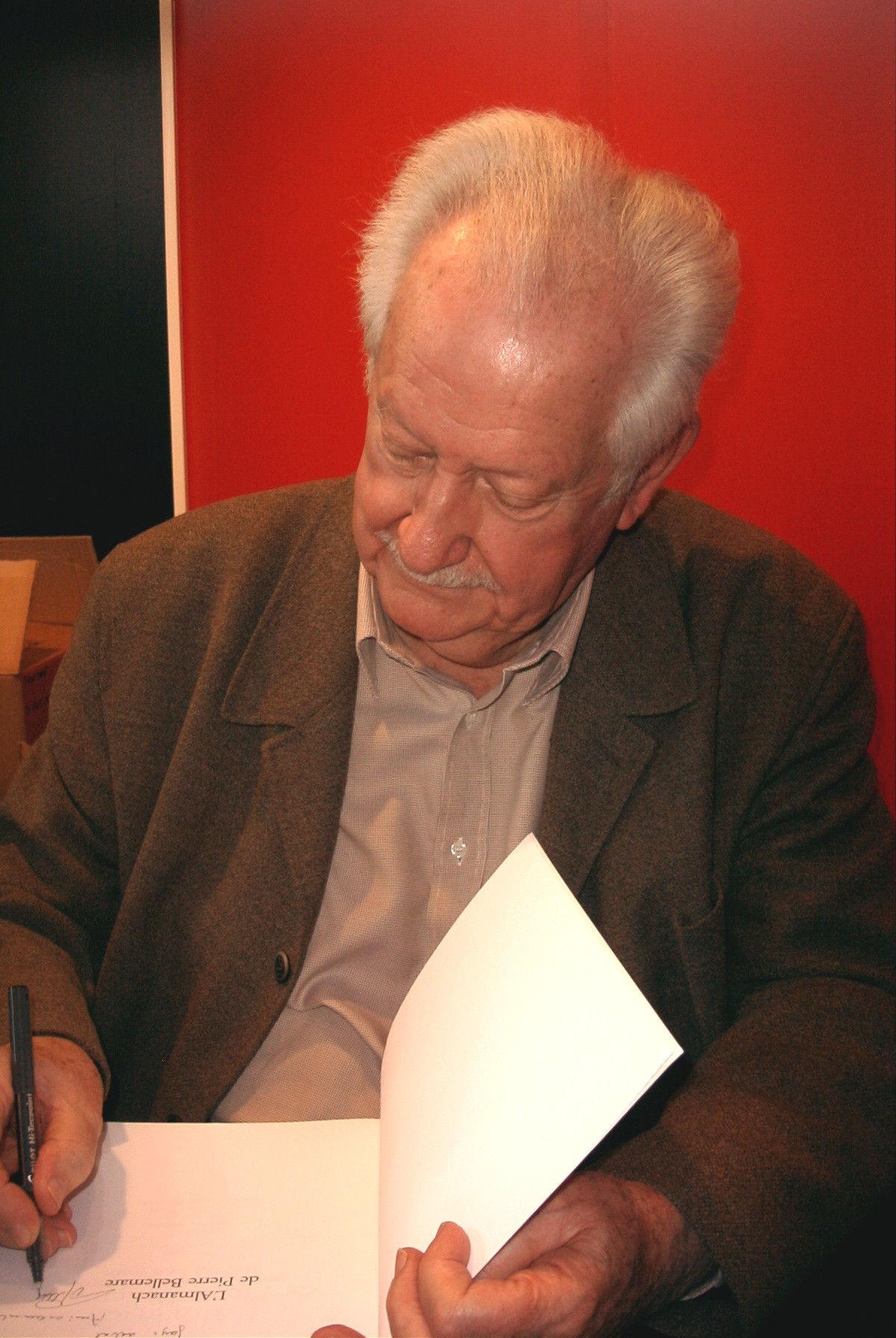
Pierre Bellemare au Salon du livre de Paris 2007

Les Aventuriers est un livre de Pierre Bellemare et Jacques Antoine. Il rassemble le récit de faits divers et d'histoires peu ordinaires.
« Pour survivre ou pour mourir, pour épouser la femme qu'ils aiment ou pour la quitter, pour devenir riche ou rester pauvre [...] : misérables ou glorieux, criminels ou victimes, par leur volonté ou malgré eux, pour une heure ou pour une vie, ils sont devenus... des aventuriers ».

## Chapitres
- Une erreur d'aiguillage
- La queue du dragon
- La grenade humaine
- Les "Poléons"
- Rien ne va plus pour Archibald
- Un Arabe au Far West!
- Rencontre d'un autre type
- Le mur
- Le chasseur d'hommes
- La vieille dame au téléphone
- Cette fichue lunette à infrarouges
- Je suis le type d'un sale type
- Le rescapé des catacombes
- Auguste Laguet
- L'aéroplane de nos amours
- Un héros fatigué
- Le journal intime de Simon Pillow
- La princesse Dollars
- " La cargaison de Flying Entreprise ", captain Carlsen
- La vie difficile de Daniel Gunt
- Un espion contestataire
- Popeye
- Le "signau"
- Un aventurier qui boit: Coneu Brown
- Les états d'âme d'Antonin Quillet...